# Шассань-Монраше
Шасса́нь-Монраше́ (фр. Chassagne-Montrachet) — коммуна во Франции, находится в регионе Бургундия. Департамент коммуны — Кот-д’Ор. Входит в состав кантона Ноле. Округ коммуны — Бон. Код INSEE коммуны — 21150.
Между Шассанем и Пюлиньи расположены знаменитые виноградники престижного аппелласьона Монраше.

## Население
Население коммуны на 2010 год составляло 353 человека.
| 1962 | 1968 | 1975 | 1982 | 1990 | 1999 | 2010 |
| ---- | ---- | ---- | ---- | ---- | ---- | ---- |
| 574  | 504  | 446  | 454  | 431  | 471  | 353  |

## Экономика
В 2010 году среди 230 человек трудоспособного возраста (15—64 лет) 173 были экономически активными, 57 — неактивными (показатель активности — 75,2 %, в 1999 году было 74,8 %). Из 173 активных жителей работали 165 человек (88 мужчин и 77 женщин), безработных было 8 (4 мужчины и 4 женщины). Среди 57 неактивных 20 человек были учениками или студентами, 26 — пенсионерами, 11 были неактивными по другим причинам.